# Ndola
Ndola es una ciudad situada al norte de la Zambia central, cercana a la frontera con la República Democrática del Congo, tiene 774.757 habitantes (2007) y es la segunda ciudad más poblada del país. Es la capital de la provincia de Copperbelt y del distrito de Ndola. Se encuentra a 177 kilómetros de Kabwe y a 316 kilómetros de la capital, Lusaka, conectada a estas ciudades por una carretera pavimentada.
En el siglo XIX, Ndola era un punto de tráfico de esclavos. En 1904 se convirtió en centro administrativo, en 1924 en municipio y en 1932 se le otorgó la calidad de ciudad.
Es un centro de manufactura de cobre, y una de las regiones mineras y manufactureras más importantes de África, con red carretera y ferroviaria a las minas, industrias y ciudades cercanas.
La zona industrial de Ndola abarca esta ciudad, y las ciudades de Chingola, Mufulira, Kitwe, Kalulushi, y Luanshya, todas ellas con más de 100,000 habitantes. También se encuentra en esta localidad la Universidad de Zambia.